# Vin Diesel
Mark Sinclair Vincent  (Alameda, California, 18 de julio de 1967), más conocido por su nombre artístico Vin Diesel, es un actor, productor y director de cine estadounidense.
Conocido por la interpretación de Dominic Toretto en la saga cinematográfica The Fast and the Furious y por el papel de Richard B. Riddick en la trilogía Las Crónicas de Riddick, es también productor de las secuelas de ambas franquicias.
Diesel ha protagonizado además películas como xXx y xXx: Return of Xander Cage (2002 y 2017); A Man Apart (2003); The Pacifier (2005); Find me Guilty (2006); y El último cazador de brujas (2015). Su trabajo también incluye la actuación de voz en off en las películas El gigante de hierro (1999), los videojuegos spin-offs de la franquicia Las crónicas de Riddick, y el superhéroe Groot en Guardianes de la Galaxia y otras películas del Universo Cinematográfico de Marvel. También escribió, dirigió, produjo y protagonizó los cortometrajes Multi-Facial (1995), Strays (1997) y Los chinneses (2004).
Diesel es el fundador de las empresas de producción cinematográfica One Race Films, Racetrack Records y la empresa de videojuegos Tigon Studios.
En 2020 realizó una colaboración junto a varios cantantes en el remix de la canción "Coronao Now" de El Alfa y Lil Pump.

## Biografía

### Primeros años y vida personal
Mark Sinclair Vincent nació en Alameda, California, y creció en la zona más pobre de todas del barrio artístico de Greenwich, en Nueva York. Ha declarado que su ascendencia es "ambigua"; por parte paterna tiene ascendencia afroestadounidense y por parte materna tiene ascendencia inglesa, alemana y escocesa; contrario a lo que afirman numerosos bulos en internet, Diesel no es hijo de un dominicano sino de un afroestadounidense. Vin tiene un hermano mellizo, Paul, y dos medio hermanos maternos menores, Tim y Samantha. No conoció a su padre biológico y ha mencionado que la relación interracial de sus padres sería ilegal en varios estados en la época de su nacimiento. Su madre caucásica Delora Sherleen Sinclair después se casó con otro hombre y él se crio con su padrastro afroestadounidense Irving H. Vincent, gerente teatral. Diesel estudió en el Hunter College, pero tras tres años en la universidad decidió dejarla y centrarse en hacer su propia película escribiendo guiones. Se le identifica por su físico musculoso, su cabeza afeitada y su voz profunda. Antes de ser actor, trabajó como portero en famosas discotecas de Manhattan.
En 2001 salió con la actriz Michelle Rodriguez, con la que compartió reparto en The Fast and the Furious.
Desde 2007 mantiene una relación con la modelo mexicana Paloma Jiménez. Diesel y Paloma tuvieron a su primera hija, Hania Riley, el 2 de abril de 2008. En el 2015 nace su tercera hija, nombrándola Pauline en honor a su gran amigo fallecido Paul Walker. Vin Diesel declaró que su amigo estuvo allí en todo momento y que no había mejor forma de recordarlo que nombrando a su hija en su honor. Además, ha tenido una buena relación con Meadow Walker, la única hija del fallecido actor.
La revista Vanity Fair publicó la lista de las Top 40 celebridades de Hollywood con más ingresos a lo largo de 2010; Diesel fue clasificado como n.º 29 en la lista, con unas ganancias estimadas de unos 18 millones de dólares por sus películas.

## Carrera cinematográfica
Vincent comenzó su carrera a los 15 años cuando apareció en la obra Dinosaur Door, la cual fue escrita por Bárbara Garson y producida por el Theater for the New City en el barrio de Greenwich Village en Nueva York. En 1984 apareció en Breakin' in the USA, un vídeo instructivo de breakdance.

### Años 1990
Vin comenzó su carrera cinematográfica como director y guionista, con la influencia de Sidney Lumet. Su primer trabajo fue en 1994 con el cortometraje Multi-Facial, que fue seleccionado para el prestigioso Festival de Cine de Cannes. El cortometraje trata acerca de la mezcla racial y la propia identidad. En 1997 escribió y dirigió el largometraje Strays, que fue seleccionado para competir en el Festival de Sundance. Este cortometraje trata acerca de la adolescencia y la amistad masculina.
En 1998 interpretó al soldado de Primera Clase Adrian Caparzo en la película bélica Saving Private Ryan, del aclamado director Steven Spielberg. Spielberg tuvo la oportunidad de ver el corto Multi-Facial y le impresionó tanto la actuación de Vin que decidió incluirlo. En 1999 prestó su voz para el personaje del «Gigante de Hierro» en la película animada infantil El gigante de hierro.

### Años 2000

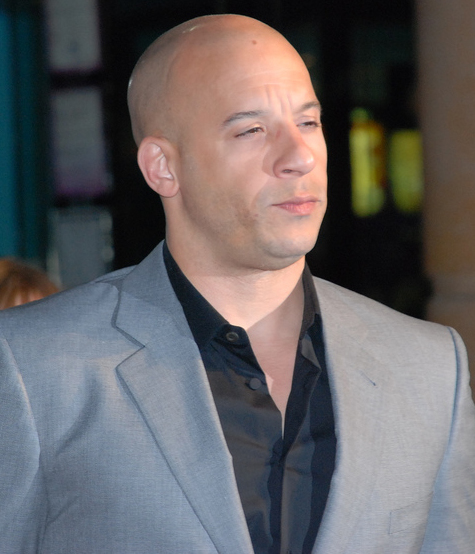
Vin Diesel en marzo de 2009.

En 2000 interpretó al asesino convicto Richard B. Riddick en la película Pitch Black. En esta cinta, Riddick es un furiano y se operó los ojos para ver en la oscuridad. Gran parte de las escenas de acción y riesgo las hizo él mismo. Ese mismo año apareció en la película Boiler Room, donde interpretó a Chris Varick, un joven hombre de negocios.
En 2001 interpretó por primera vez a Dominic "Dom" Toretto en la película de acción The Fast and the Furious. Dominic es el "rey" de las carreras callejeras en Los Ángeles y junto a su grupo se encarga de robar productos electrónicos con una modalidad muy osada; durante el transcurso de la película conoce al agente encubierto Brian O'Conner (Paul Walker), de quien se hace amigo. Ese mismo año apareció en la película Knockaround Guys, donde encarnó a Taylor Reese. Esta película trata de un grupo de jóvenes hijos de conocidos mafiosos que se dirigen a un pequeño pueblo de Montana para recuperar una bolsa de dinero.
En 2002 interpretó a Xander Cage, en la película de acción xXx. Xander es un amante de los deportes de riesgo que es reclutado por el gobierno para realizar una peligrosa misión. En 2003 apareció en la película A Man Apart, donde interpretó al agente de la DEA Sean Vetter, cuya esposa es asesinada después de encerrar a un hombre relacionado con el narcotráfico, por lo que comienza a buscar venganza. La película fue producida por su propia compañía One Race Productions.
En 2004 interpretó de nuevo a Riddick, está vez en la película The Chronicles Of Riddick, la secuela de Pitch Black. En 2005 realizó una película para niños, The Pacifier (conocida en España como Un canguro superduro y en Hispanoamérica como Una niñera a prueba de balas), donde interpretó al SEAL Shane Wolfe, a quien le encargan proteger a la familia de un científico que trabajaba en un proyecto secreto militar y que es asesinado. Shane tiene que encontrar el proyecto antes que lo obtengan los espías.
En 2006 apareció al final de la película The Fast and the Furious: Tokyo Drift, interpretando de nuevo el papel de Dominic Toretto. Ese mismo año participó en la película Find Me Guilty, donde interpretó al gánster Giacomo "Jackie" DiNorscio, un preso convicto que decide representarse a sí mismo en el mayor juicio contra la mafia en la historia de Estados Unidos.
En 2008 interpretó a Cornelius Toorop en la película Babylon A.D., dirigida por Mathieu Kassovitz. En esta cinta, Cornelius es un mercenario al que le encargan la seguridad de una joven que ha sido alterada genéticamente para portar un virus que le permita engendrar un mesías. En 2009, una vez más interpretó a Dominic Toretto en la cuarta película de Rápido y furioso, Fast & Furious, la cual se estrenó en abril de ese año. Ese mismo año prestó su voz para el personaje del agente de la CIA Milo Burik en el videojuego Wheelman. En este juego, Milo se encuentra en una peligrosa misión en la ciudad de Barcelona (España).

### Años 2010

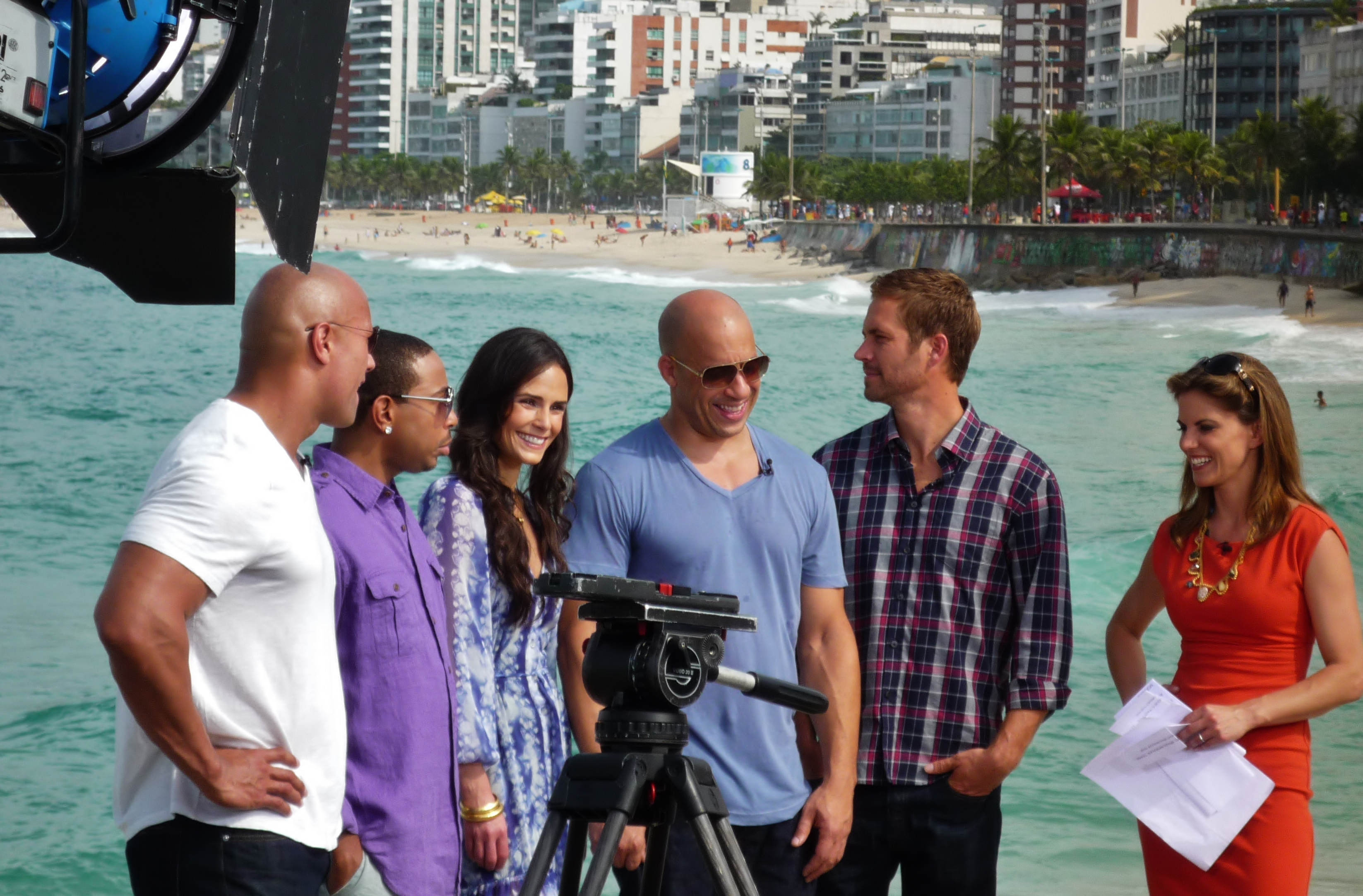
Vin Diesel con el elenco de Fast Five en 2011.

En 2011 volvió a interpretar el papel de Dominic Toretto en la película Fast Five, quinta entrega de la saga The Fast and the Furious. También se anunció que protagonizaría la película Wheelman, basada en el videojuego en el que Vin participó, pero fue cancelada al no tener noticias de ella desde 2009.
En 2013 volvió a interpretar el papel de Dominic Toretto en la película Fast and Furious 6, en la que vuelve a aparecer la actriz Michelle Rodríguez, que le da vida al personaje de Letty, el gran amor de Toretto.
En 2014 prestó su voz al personaje de Groot en la película Guardianes de la Galaxia, del Universo Cinematográfico de Marvel, dirigida por James Gunn.
En 2015 interpretó nuevamente a Dominic Toretto en la película Furious 7, la cual se dijo que se le había dificultado tras la muerte de su compañero Paul Walker, coprotagonista de la saga.
El 6 de abril de 2017 apareció en el programa de televisión español de entrevistas El hormiguero. Iba a aparecer junto a Charlize Theron, pero volvió a Estados Unidos debido a que le había surgido un compromiso, cancelando todos sus planes para el estreno de The Fate of the Furious, estrenada en abril de ese año. En 2017 también apareció en Guardianes de la Galaxia vol. 2, de nuevo dando voz a Groot, papel que repitió además en Avengers: Infinity War (2018) y Avengers: Endgame (2019). Nuevamente hizo su voz de Groot en la película Ralph Breaks the Internet del 2018, de Walt Disney Animation Studios como un pequeño cameo del personaje.

### Años 2020
En junio de 2021 se estrena F9, novena entrega de la saga Fast & Furious, en la cual participa nuevamente como Dom Toretto. En abril de 2022 Vin Diesel anuncio por su cuenta de Twitter que el rodaje de Fast X había comenzado, anunciando también que Jason Momoa interpretaría al villano principal de la película. Se anunció que la cinta se estrenaría en mayo de 2023. En 2023 volvió a dar voz a Groot en Guardianes de la Galaxia vol. 3.

## Filmografía
| Año  | Cine                                          | Cine                                        | Cine                                              | Rol      | Rol       | Rol       | Rol   | Rol                                  | Director                   |
| Año  | Título original                               | Título en Latinoamérica                     | Título en España                                  | Director | Productor | Guionista | Actor | Papel                                | Director                   |
| ---- | --------------------------------------------- | ------------------------------------------- | ------------------------------------------------- | -------- | --------- | --------- | ----- | ------------------------------------ | -------------------------- |
| 1990 | Awakenings                                    | Despertares                                 | Despertares                                       |          | Sí        |           | Sí    | Ordenanza                            | Penny Marshall             |
| 1994 | Multi-Facial (cortometraje)                   | Multi-Facial (cortometraje)                 | Multi-Facial (cortometraje)                       | Sí       | Sí        | Sí        | Sí    | Mike                                 | Vin Diesel                 |
| 1997 | Strays                                        | Strays                                      | Strays                                            | Sí       | Sí        | Sí        | Sí    | Rick                                 | Vin Diesel                 |
| 1998 | Saving Private Ryan                           | Rescatando al soldado Ryan                  | Salvar al soldado Ryan                            |          |           |           | Sí    | Soldado Adrian Caparzo               | Steven Spielberg           |
| 1999 | The Iron Giant                                | El gigante de hierro                        | El gigante de hierro                              |          |           |           | Sí    | Voz de El gigante de hierro          | Brad Bird                  |
| 2000 | Boiler Room                                   | Un nuevo sueño americano                    | Boiler Room                                       |          |           |           | Sí    | Chris Varick                         | Ben Younger                |
| 2000 | Pitch Black                                   | Pitch Black                                 | Pitch Black                                       |          |           |           | Sí    | Richard B. Riddick                   | David Twohy                |
| 2001 | The Fast and the Furious                      | Rápido y furioso                            | The Fast and the Furious                          |          |           |           | Sí    | Dominic Toretto                      | Rob Cohen                  |
| 2001 | Knockaround Guys                              | Hijos de la mafia                           | Ajuste de cuentas                                 |          |           |           | Sí    | Taylor Reese                         | Brian Koppelman            |
| 2002 | xXx                                           | xXx                                         | 'Triple X'                                        |          | Sí        |           | Sí    | Xander Cage                          | Rob Cohen                  |
| 2003 | A Man Apart                                   | Diablo                                      | Un hombre diferente                               |          | Sí        |           | Sí    | Sean Vetter                          | F. Gary Gray               |
| 2004 | The Chronicles of Riddick                     | Las crónicas de Riddick                     | Las crónicas de Riddick                           |          | Sí        |           | Sí    | Richard B. Riddick                   | David Twohy                |
| 2004 | The Chronicles of Riddick: Dark Fury          | Las crónicas de Riddick: Furia negra        | Las Crónicas de Riddick: Dark Fury                |          |           |           | Sí    | Voz de Richard B. Riddick            | David Twohy                |
| 2005 | The Pacifier                                  | Una niñera a prueba de balas                | Un canguro superduro                              |          |           |           | Sí    | Teniente Shane Wolfe                 | Adam Shankman              |
| 2006 | Find Me Guilty                                | Culpable en la mafia                        | Declaradme culpable                               |          |           |           | Sí    | Jack DiNorscio                       | Sidney Lumet               |
| 2008 | Babylon A.D.                                  | Babylon A.D.                                | Babylon                                           |          |           |           | Sí    | Hugo Cornelius Toorop                | Mathieu Kassovitz          |
| 2009 | Fast & Furious: Los Bandoleros (cortometraje) | Los Bandoleros (cortometraje)               | Fast & Furious 3.5: Los Bandoleros (cortometraje) | Sí       | Sí        | Sí        | Sí    | Dominic Toretto                      | Vin Diesel                 |
| 2009 | Fast & Furious                                | Rápidos y furiosos                          | Fast & Furious: Aún más rápido                    |          | Sí        |           | Sí    | Dominic Toretto                      | Justin Lin                 |
| 2009 | Wheelman (metraje de videojuego)              | Wheelman (metraje de videojuego)            | Wheelman (metraje de videojuego)                  |          | Sí        |           | Sí    | Milo Burik                           | Tigon Studios              |
| 2010 | Rockfish                                      | Rockfish                                    |                                                   |          | Sí        |           |       |                                      |                            |
| 2011 | Fast Five                                     | Rápidos y furiosos 5                        | Fast & Furious 5                                  |          | Sí        |           | Sí    | Dominic Toretto                      | Justin Lin                 |
| 2013 | Fast & Furious 6                              | Rápidos y furiosos 6                        | Fast & Furious 6                                  |          | Sí        |           | Sí    | Dominic Toretto                      | Justin Lin                 |
| 2013 | Cortometraje                                  | Cortometraje                                | Cortometraje                                      |          |           |           | Sí    | Voz de Richard B. Riddick            | David Twohy                |
| 2013 | Riddick                                       | Riddick, el amo de la oscuridad             | Riddick                                           |          |           |           | Sí    | Voz de Richard B. Riddick            | David Twohy                |
| 2014 | Guardians of the Galaxy                       | Guardianes de la Galaxia                    | Guardianes de la Galaxia                          |          |           |           | Sí    | Voz de Groot                         | James Gunn                 |
| 2015 | Furious 7                                     | Rápidos y furiosos 7                        | Fast & Furious 7                                  |          | Sí        |           | Sí    | Dominic Toretto                      | James Wan                  |
| 2015 | Fast & Furious: Supercharged (cortometraje)   | Fast & Furious: Supercharged (cortometraje) | Fast & Furious: Supercharged (cortometraje)       |          |           |           | Sí    | Dominic Toretto                      | Thierry Coup               |
| 2015 | The Last Witch Hunter                         | El último cazador de brujas                 | El último cazador de brujas                       |          |           |           | Sí    | Kaulder                              | Breck Eisner               |
| 2016 | Billy Lynn's Long Halftime Walk               | Billy Lynn: Honor y sentimiento             | Billy Lynn                                        |          |           |           | Sí    | Shroom                               | Ang Lee                    |
| 2016 | Hannibal the Conqueror                        | Aníbal el Conquistador                      | Hannibal the Conqueror                            | Sí       | Sí        |           |       |                                      | Vin Diesel                 |
| 2017 | xXx: Return of Xander Cage                    | xXx: Reactivado                             | xXx: Reactivated                                  |          | Sí        |           | Sí    | Xander Cage                          | D.J. Caruso                |
| 2017 | The Fate of the Furious                       | Rápidos y furiosos 8                        | Fast & Furious 8                                  |          | Sí        |           | Sí    | Dominic Toretto                      | F. Gary Gray               |
| 2017 | Guardians of the Galaxy Vol. 2                | Guardianes de la Galaxia vol. 2             | Guardianes de la Galaxia vol. 2                   |          |           |           | Sí    | Voz y captura de movimiento de Groot | James Gunn                 |
| 2018 | Avengers: Infinity War                        | Avengers: Infinity War                      | Vengadores: Infinity War                          |          |           |           | Sí    | Voz y captura de movimiento de Groot | Joe y Anthony Russo        |
| 2018 | Ralph Breaks the Internet                     | Wifi Ralph                                  | Ralph Rompe Internet                              |          |           |           | Sí    | Voz y captura de movimiento de Groot | Phil Johnston y Rich Moore |
| 2019 | Avengers: Endgame                             | Avengers: Endgame                           | Vengadores: Endgame                               |          |           |           | Sí    | Voz y captura de movimiento de Groot | Joe y Anthony Russo        |
| 2020 | Bloodshot                                     | Bloodshot                                   | Bloodshot                                         |          | Sí        |           | Sí    | Ray Garrison / Bloodshot             | Dave Wilson                |
| 2021 | Fast & Furious 9                              | Rápidos y furiosos 9                        | Fast & Furious 9                                  |          | Sí        |           | Sí    | Dominic Toretto                      | Justin Lin                 |
| 2023 | Guardianes de la Galaxia vol. 3               | Guardianes de la Galaxia vol. 3             | Guardianes de la Galaxia vol. 3                   |          |           |           | Sí    | Voz de Groot                         | James Gunn                 |
| 2023 | Fast X                                        | Rápidos y furiosos 10                       | Fast & Furious 10                                 |          | Sí        |           | Sí    | Dominic Toretto                      | Louis Leterrier            |

## Videojuegos
En paralelo a su trabajo como actor y director, en el 2002 Vin fundó una compañía de videojuegos llamada Tigon Studios, la cual ha producido juegos como The Chronicles of Riddick: Escape from Butcher Bay, Chronicles of Riddick: Assault on Dark Athena y Wheelman.
| Año  | Título                                             | Personaje          |
| ---- | -------------------------------------------------- | ------------------ |
| 2009 | The Chronicles of Riddick: Assault on Dark Athena  | Richard B. Riddick |
| 2009 | Wheelman                                           | Milo Burik         |
| 2004 | The Chronicles of Riddick: Escape from Butcher Bay | Richard B. Riddick |

## Productor

### One Race Films
En 1995, Diesel estableció en Los Ángeles una compañía productora de películas llamada One Race Films, también conocida como "One Race Productions". La compañía en un inicio fue creada para la realización de la película Multi-Facial, aunque luego ha continuado participando con otros proyectos.
A lo largo de los años ha crecido de forma exponencial y se ha sub-dividido en distintas filiales en función de sus objetivos, como "Tigon Studios" o "Racetrack Records".[cita requerida]

### One Race Global Film Fundation
Esta fundación fue creada por Diesel con el objetivo de entrenamiento en la creación y producción de películas, especialmente en determinados círculos menos favorecidos en diversos países en todo el mundo. Concretamente la fundación ha creado un programa destinado a favorece el crecimiento de diversas figuras internacionales dentro de la industria del cine (o de cualquier medio destinado a entretener al público), a la vez que intenta crear una mano de obra especializada que ayude a promover la creación de películas en estos países.
Diesel decidió empezar este programa en Santo Domingo, en República Dominicana, en respuesta a unas declaraciones realizadas por el presidente del país Leonel Fernández. Con una amplia variedad de localizaciones y cultura, Diesel consideró el país un lugar perfecto para el desarrollo de su proyecto. En conjunto con otra organización del país, como "Fundación Global Democracia y Desarrollo", que ya tenía un programa en esa misma línea que había estado en funcionamiento por 10 años, se rediseñó un nuevo proyecto que empezó a aplicarse en el 2006.
El 6 de junio de 2007, el programa cumplió un año y medio.